# Bostrichopyga borealis
Bostrichopyga borealis är en tvåvingeart som beskrevs av Friedrich Georg Hendel 1903. Bostrichopyga borealis ingår i släktet Bostrichopyga och familjen kolvflugor. Inga underarter finns listade i Catalogue of Life.